# 石牛庙乡
石牛庙乡，是中华人民共和国四川省绵阳市盐亭县曾经下辖的一个乡。2019年12月，撤销石牛庙乡，将其所属行政区域划归文通镇管辖。

## 行政区划
石牛庙乡撤销前下辖以下地区：
文通社区、东风村、灯塔村、三凤村、红陵村、石印村、风华村、新田村、红联村、西河村、三溪村、保山村、桅杆村和荆灵村。